# Natriumhydrogensulfid
Natriumhydrogensulfid ist ein Natriumsalz der Schwefelwasserstoffsäure. Es gehört zur Gruppe der Hydrogensulfide und hat die Formel NaHS. In Datenbanken sowie der Fachliteratur wird auch die Formelschreibweise NaSH benutzt.

## Herstellung
Im Labor wird Natriumhydrogensulfid aus wasserfreiem Natriumethanolat und Schwefelwasserstoff erhalten:
{\displaystyle \mathrm {C_{2}H_{5}ONa+H_{2}S\longrightarrow NaHS+C_{2}H_{5}OH} }

## Eigenschaften
Natriumhydrogensulfid ist ein weißes, körniges, kristallines, sehr hygroskopisches Pulver, das sehr leicht löslich in Wasser und mäßig löslich in Ethanol ist. Es färbt sich beim Erhitzen in trockener Luft gelb, bei höherer Temperatur orange und schmilzt bei etwa 350 °C zu einer schwarzen Flüssigkeit. Reines Natriumhydrogensulfid löst sich in Salzsäure unter heftiger Schwefelwasserstoff-Entwicklung auf. Die Verbindung besitzt eine rhomboedrisch verzerrte Natriumchlorid-Struktur.

## Verwendung
Natriumhydrogensulfid wird technisch in einigen Prozessen verwendet, so:
- Ausfällung von Schwermetallen in Kläranlagen.
- In der Lederindustrie um Haare von Fellen zu entfernen.
- In der Papier- oder Zellstoffherstellung, um das Lignin aus den Holzschnitzeln zu entfernen.

In einer Variante der Asinger-Reaktion (eine Multikomponenten-Reaktion) wird Natriumhydrogensulfid mit einem α-Halogenaldehyd, Ammoniak und einer weiteren Carbonylverbindung (Aldehyd oder Keton) zu 3-Thiazolinen umgesetzt.